# Sidonie (groupe)
Pour les articles homonymes, voir Sidonie.
Sidonie est un groupe espagnol de rock, originaire de Barcelone.

## Histoire
Ils se font connaître grâce à un concours de jeunes talents dans la ville de L'Hospitalet de Llobregat, qu'ils remportent et pour lequel ils signent un contrat avec une petite maison de disques catalane indépendante appelée Bip Bip Records. Pendant leur séjour dans cette maison de disques, ils signent plusieurs albums tels que les démos Dragonfly et Roja, mais celui qui les propulse vers la célébrité est l'éponyme Sidonie, dont ils tirent plusieurs chansons qui servent de génériques publicitaires (Sidonie Goes to Moog, pour les publicités de la Fnac, ou Feelin' Down' 01 pour une publicité de l'État).
Après avoir remporté un grand succès avec leur premier album Sidonie, ils signent avec Sony Records, qui, avant la sortie de leur dernière œuvre, publie un album de singles et de faces B intitulé La Estación de la libélula. Avec Sony Records, ils sortent plusieurs albums : Shell Kids (un album qui suit les traces de leur premier album mais qui n'est pas aussi bien accueilli), Fascinado (toutes leurs chansons sont composées en espagnol), Costa azul et El incendio, également entièrement en espagnol.
Leur album El fluido García, sorti en 2011, est un net retour au psychédélisme de leurs premiers travaux, dont ils s'étaient éloignés au profit de sonorités plus pop dans leurs derniers albums,,. Sierra y Canadá (2014) marque un changement dans leur carrière étant donné le bon accueil de l'album par le public, avec une tournée de présentation de deux ans. Ce succès se poursuit avec El peor grupo del mundo (2016), plaçant même un single de cet album, Carreteras infinitas dans le top 10 du classement Los 40 Principales. En 2018, le groupe célèbre son 20e anniversaire avec une tournée sur les scènes de certaines des premières salles où il s'est produit.

## Style musical
Toutes leurs œuvres ont une influence évidente de George Harrison, David Bowie et Pink Floyd (avec une mention spéciale pour Syd Barrett). Leurs paroles étaient en anglais dans leurs premières œuvres, mais depuis l'album Fascinado, elles sont entièrement composées en espagnol, bien que dans La estación de la libélula il y ait des chansons comme Badulake ou Centinelas, qui sont également chantées en espagnol.
Durant leur parcours, ils collaborent également avec d'autres groupes, tels que le groupe madrilène Pereza, les Catalans Sopa de Cabra et Love of Lesbian, et les Sévillans Los del Río. En 2005, ils collaborent à un album de chants de Noël avec Marc Parrot. Ils participent également à l'album hommage à Antonio Vega avec une chanson en duo avec Anni B. Sweet.

## Discographie

### Albums studio
- 2001 : Sidonie
- 2003 : Shell Kids
- 2005 : Fascinado
- 2007 : Costa Azul
- 2009 : El incendio
- 2011 : El fluido García
- 2014 : Sierra y Canadá
- 2016 : El Peor Grupo del Mundo
- 2018 : Lo Más Maravilloso
- 2020 : El Regreso de Abba
- 2023 : Marc, Axel y Jes

### EP
- 2001 : Dragonfly
- 2003 : Let It Shine
- 2003 : The Vicious EP - Sidonie vs. Sideral

### Singles
- 2020 : Me llamo Abba
- 2020 : Portlligat
- 2020 : Verano del Amor
- 2023 : Cedé
- 2023 : No Salgo Más
- 2023 : Me Gustas Todo el Rato

### Compilations
- 2002 : Let It Flow
- 2004 : La estación de la libélula
- 2012 : Nada es real pero es mejor
- 2018 : Lo más maravilloso